# NGC 5497
NGC 5497 est une vaste galaxie spirale barrée située dans la constellation du Bouvier. Sa vitesse par rapport au fond diffus cosmologique est de 7 841 ± 13 km/s, ce qui correspond à une distance de Hubble de 115,7 ± 8,1 Mpc (∼377 millions d'al). NGC 5497 a été découverte par l'astronome français Édouard Stephan en 1870.
La classe de luminosité de NGC 5497 est II.